# Алиев, Аскер Али оглы
Аске́р Али́ оглы́ Али́ев (азерб. Əsgər Alı oğlu Əliyev; 1 июля 1915, Махризлы — 2 июня 1966, там же) — советский азербайджанский хлопковод, Герой Социалистического Труда (1966).

## Биография
Родился 1 июня 1915 года в селе Махризлы Шушинского уезда Елизаветпольской губернии (ныне Агдамский район Азербайджана).
В 1939—1966 годах секретарь Карадаглинского сельского совета, колхозник, звеньевой, бригадир и председатель колхоза имени Ильясова (бывший имени Орджоникидзе) Агдамского района. В 1950 году получил урожай хлопка 53 центнера с гектара на площади 35 гектаров.
Указом Президиума Верховного Совета СССР от 25 июля 1951 года за получение высоких урожаев хлопка в 1950 году на поливных землях Алиеву Аскеру Али оглы присвоено звание Героя Социалистического Труда с вручением ордена Ленина и золотой медали «Серп и Молот».
Член КПСС с 1952 года.
Скончался 2 июня 1966 года в родном селе.